# Coronellaria
Coronellaria (P. Karst.) P. Karst. – rodzaj grzybów z typu workowców (Ascomycota).

## Systematyka i nazewnictwo
Pozycja w klasyfikacji według Index Fungorum: Incertae sedis, Helotiales, Leotiomycetidae, Leotiomycetes, Pezizomycotina, Ascomycota, Fungi.
Synonimy: Aquarella Velen., Peziza sect. Coronellaria P. Karst.

## Gatunki występujące w Polsce
- Coronellaria caricinella (P. Karst.) P. Karst. 1870

Nazwy naukowe na podstawie Index Fungorum. Wykaz gatunków według A. Chmiel.